# 테런스 하워드
테런스 하워드(영어: Terrence Howard, 1969년 3월 11일 ~ )는 미국의 배우이다.

## 출연 작품
- 아이언 맨
- 크래쉬
- 헌팅 파티
- 버틀러: 대통령의 집사
- 빅 마마 하우스
- 홀랜드 오퍼스
- 레드테일